# Bretten, Haut-Rhin

Bretten este o comună în departamentul Haut-Rhin din estul Franței. În 2009 avea o populație de 171 de locuitori.

## Evoluția populației
| An        | 1975 | 1982 | 1990 | 1999 | 2006 | 2009 |
| --------- | ---- | ---- | ---- | ---- | ---- | ---- |
| Populație | 81   | 63   | 97   | 105  | 156  | 171  |